# Dejani, Brașov
Dejani este un sat în comuna Recea din județul Brașov, Transilvania, România.
Localitatea a luat ființă prin colonizare, fiind aduse în zonă din jurul Dejului, de unde și toponomia localității, în principal două familii: Mailat și Caplea; considerate ca întemeietorii acestei vetre rurale. 

## Așezarea și istoria

### Așezarea
Satul Dejani se află poziționat:
- La 16 Km sud de Făgăraș, județul Brașov.
- La aproape 3 Km de marginea pădurii ce coboară din abruptul masiv muntos al Munților Făgăraș.
- În stânga râului Dejani.
- De-a lungul șoselei care unește Făgărașul cu Valea Dejaniului și Mânăstirea Dejani, continuând apoi ca drum forestier  până adânc în coasta muntelui.

Satul are două hotare, în sus și în jos de sat, învecinându-se la miazănoapte cu Recea,la miazăzi fiind munții,la răsărit hotarele Recei și Berivoiului iar la apus hotarul satului Breaza.

### Istoria

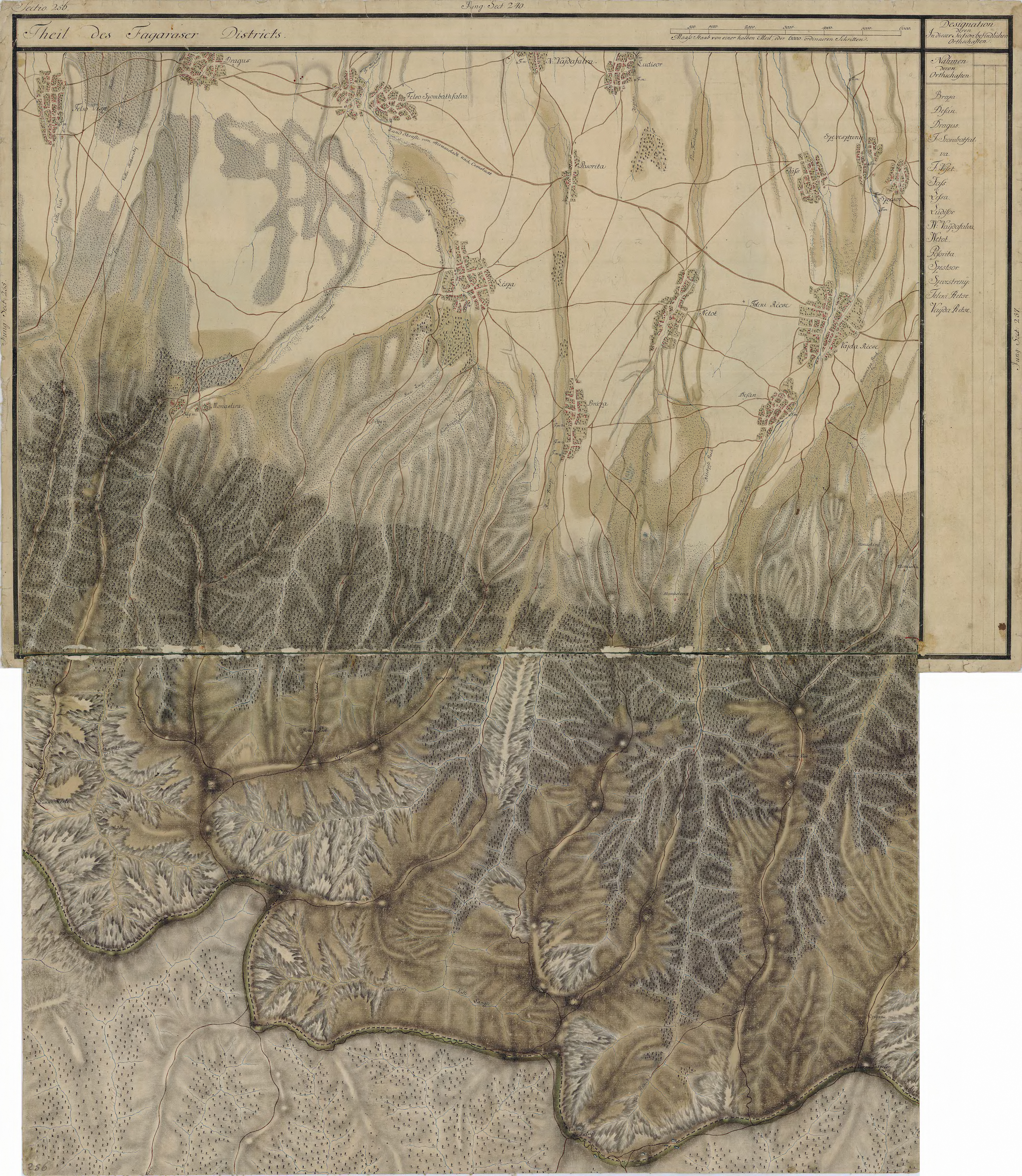
Dejani în Harta Iosefină a Transilvaniei, 1769-1773

Nu este exclus ca începuturile viețuirii în locul acesta, să coboare mult în adâncul istoriei, poate chiar în vremuri dacice, ca și în cazul satului vecin Breaza, unde s-a descoperit o străveche fortificație dacică numită generic "a Arpașului de Sus, Copăcelului, Cuciulatei, Șercaiei, Comanei de Jos  sau al  Șincăi Vechi", toate având la bază străvechi așezări dacice.
Documentar, satul Dejani este atestat mai târziu, și anume în sec. al XV-lea, printr-un hrisov domnesc emis la Tîrgoviște în ziua de Sfântul Gheorghe a anului 1452 de către Ioan Vlad al III-lea Voievod "stăpânitorul a toată Vlahia cu Dachia Ardialului a părților de cătră munte, anume de la Amlaș Făgăraș", care îi dăruiește boierului său Stanciu Mailat și fraților, fiilor acestuia Oprea și Dragomir precum și nepoților:
- A treia parte din boieronatul Dejani.

„...ulița cea mică toată cu moara și iazul morii,cu grădinile toate de 300 de cară de fân și în jos de la fântânele, și în sus,toată partea aceia și peste vale până la părăul hotarului Recea 100 de gălete și de sămănătură latu din vale până la părăul hotarului acela și lungu din sus din fânațuri de cătră amiază zi,tot în jos până iară în hotarul lui Telechi Recea ce să numește La Groape.”
- Trei munți, Prisaca, Izvor și Zîrna "...cu râurile și cu izvoarăle care curg din munții aceștia trei"[3].

Ca martori semnează 14 boieri de divan cu vârste cuprinse între 79 și 109 ani.
Istoricul Antal Lukacs crede că datele din acest document au fost falsificate în sec. al XVIII-lea pentru a fi justificate drepturile familiei Mailat asupra munților Prisaca și Izvor,  acesta fiind doar copia unei traduceri românești târzii a hrisovului, și datat 1452.
Arhivele Naționale din București,păstrează însă un document, datând din 1453, prin care Vladislav al II-lea "îl întărește" pe boierul său Stanciu (Mailat) Dijanul cu copiii și nepoții, cu părți din satele Dejani, Trifești, Iași, Arpanea(Arpaș), Huhurezi(Hurez), Săsciori, Sebeș și Munții Izvorul Băniei.
Informații sigure despre boierii din Dejani nu mai avem până în 1516, când printre jurații scaunului de judecată este citat și boierul Mân de Desan. Numele satului a fost dedus de către N.Drăganu din numele personal Des, hipocoristicul lui Desimir, cu sensul de Friedensfinder.
În 1765, satul a fost parțial militarizat și a făcut parte din Compania a IX-a de graniță a Regimentului I de Graniță de la Orlat până în 1851 când a fost desființat.

## Locașuri de închinare

### Fundalul istoric

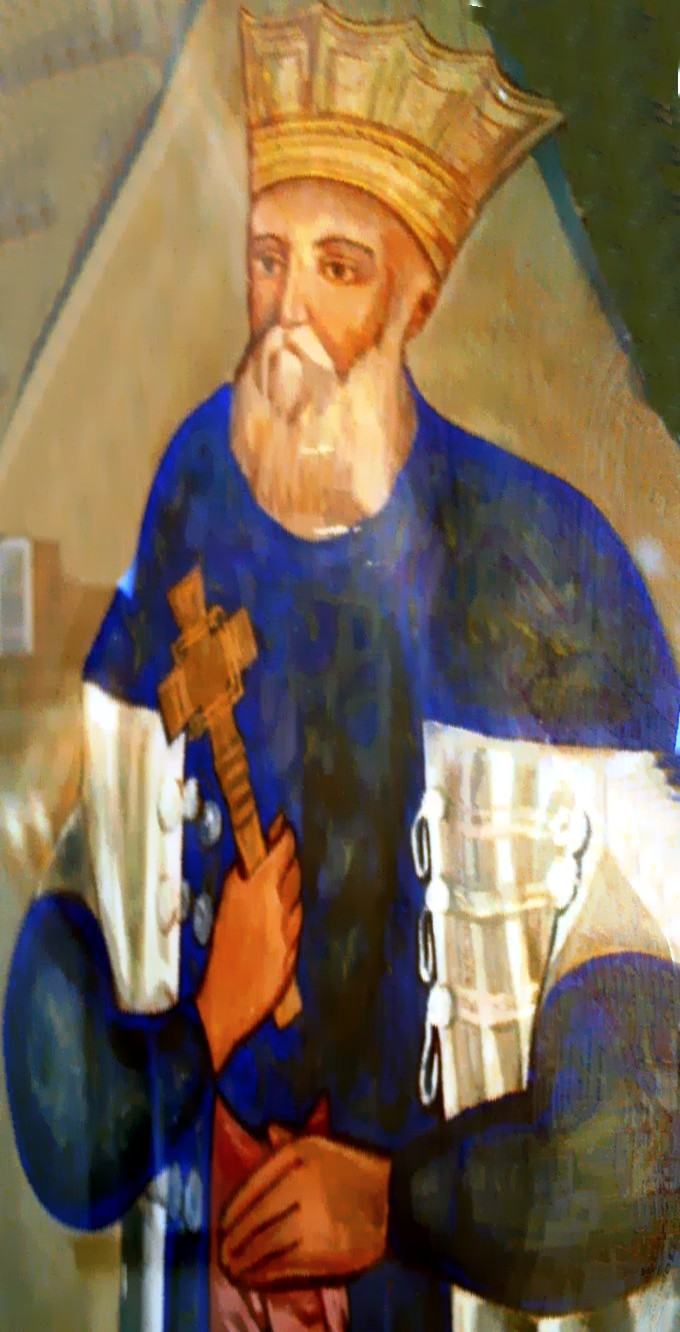
Șerban Cantacuzino

Până  în a doua jumătate a  sec. al XVIII-lea, secol  în debutul căruia Principatul Transilvaniei (cârmuit până acum de către principi maghiari de confesiune calvină) a trecut în stăpânirea Imperiului Habsburgic catolic, românii ardeleni din Dejani au fost, ca toți românii, creștini   ortodocși. Nici nu putea fi vorba de altă lege atâta timp cât prin tradiție Țara Făgărașului a aparținut Munteniei, nenumărate sate  fiind  proprietatea domnilor munteni și a urmașilor lor:
- Sâmbăta de Sus era la 1653 a vornicului Preda din Brâncoveni, rămânând apoi nepotului său Constantin Vodă Brâncoveanu, care mai cumpără Sâmbăta de Jos, Poiana Mărului, Rucărul și Berivoii.
- Șerban Cantacuzino avea Recea, Copăcelul și Porumbacu.
- Cuciulata era la 1662 a boierului muntean Drăghici Cantacuzino.
- Dejani parțial al lui Stanciu Mailat din 1452,ș.a.m.d.

Legăturile de credință și de neam dintre munteni și făgărășeni au fost astfel extrem de solide și trainic consolidate de-a lungul a multor veacuri. De altfel, în lupta făgărășenilor pentru păstrarea ortodoxiei, puternic amenințată de intoleranța principilor maghiari calvini (sec. XVII) sau de prozelitismul catolic austriac(sec.XVIII), dar și în cea de conservare a ființei românești, rolul Munteniei cu domnii și vlădicii ei, a fost deosebit  de important.
Acțiunile prozelitiste calvine printre românii ortodocși, patronate de către cârmuitorii maghiari ai Ardealului în a doua jumătate a sec. al XVII-lea, dăduseră greș, românii rămânând ce-au fost. O salbă de peste 30 de schituri și de mănăstiri ortodoxe  încingea pe interior poalele  Munților Făgăraș, păzind cu străjnicie, în comuniune cu credincioșii din sate, străvechea lege românească.

Leopold Kollonitsch

Zorii lui 1700 veniră însă cu un alt val de prigoane  religioase, de astă dată opera noilor stăpâni, austriecii catolici, acțiuni dirijațe de către iezuiți, cardinalul Kollonich și împăratul Leopold I, el însuși crescut de către iezuiți. Atragerea prin orice metode a românilor ortodocși la unirea cu Biserica Romei, urmărea creșterea rolului politic al "statului catolic ardelean" ce se cerea întărit după 150 de ani de dominație maghiară calvină. Așadar, trebuia mărit la maximum numărul catolicilor și aceasta bineânțeles, pe seama românilor ortodocși care trebuiau siliți să-și lepede credința.
Urmează o crâncenă luptă de păstrare a credinței ortodoxe strămoșești, în prima linie aflându-se  românii făgărășeni și cei brașoveni.
„Era aici un iad de suferință,îndeosebi în veacul al XVIII-lea,(…)niciodată românii din Țara Oltului n-au fost așa de cumplit maltratați,sub raportul greutăților iobăgești,ca în epoca când sașii au ajuns stăpânii lor nemiloși(…)chinurile sufletești rezultate din luptele acerbe între frați pentru legea românească erau zilnic mărite prin durerile materiale pe cari le pricinuiau exploatările iobăgești fără păreche(…).”
Cu toate cele îndurate, în 1745, ca într-un glas satele de sub munte au răspuns comisiei de comunicare a "Patentei de unire", care dispunea unirea cu Roma catolică, asemenea sătenilor din Bucium, că "...noi suntem gata să lăsăm biserica la porunca măriilor-voastre, preotului unit,dar mai bine ne pustiim și pribegim decât să ne ținem preot unit".
Într-o zguduitoare scrisoare datând din 1759, jupânul Ioan Oancea din Făgăraș scria: 
„...noi vom ținea popii noștri după lege care n-au fost, nice vor fi uniți(…) Și ne-au pus sub birșag și ne-au prins pe noi,mai mult de 300 de oameni tot fruntea, și noi am feleluit că nu ne vom uni, suntem gata să ne aduceți muierile și copiii, să le tăiați capetele, apoi nouă, că știți măria voastră bine că omul nu-i slobod cu trupul dară este cu sufletul. Apoi ne-au slobozit și ne-au pus supt birșag mare cumplit încă și supt bătae. Iară noi, văzând pedeapsa trupului, am trimis în trecutul an la înălțata crăiasă să se milostivească, să nu ne silească,  ci să ne lasă în legea noastră..”
A fost firesc așadar ca în 1759, la declanșarea răscoalei anti-uniație condusă de călugărul Sofronie de la Cioara, făgărășenii să fie primii care au participat în masă la aceasta. În 53 de sate din 61, ortodocșii și-au luat înapoi bisericile și moșiile bisericești de la uniți.
Lucrurile însă au continuat să se agraveze, astfel că în 1761 aproape toate schiturile și mânăstirile pomenite mai sus  au căzut victime artileriei militar-confesionale austriece, ca urmare a campaniei armate de alipire forțată a românilor ortodocși la Roma catolică.
Învățătorul făgărășan Andrei Șovăiloviciu scrie în 1791: 
„…în anul 1761 venind un general Bukow cu mulțime de oaste și foarte cumplită, fiară sălbatică asupra neuniților s-au arătat, care au făcut milităria și au ars mânăstirile pe la toate satele de pe sub margini…Generalul Bukow fiind și în Făgăraș, multă răutate a făcut neuniților(ortodocșilor n.n), furci a făcut și le-a ridicat în mijlocul târgului, ca pe cei ce nu se vor pleca la uniație să-i spînzure și i-au prins și i-au îngrozit și i-au bătut fără de milă….”
Acesta a fost fondul tragic al sec. al XVIII-lea transilvan, când Biserica românească de aici s-a dezbinat, apărând pe lângă vechea Biserică Ortodoxă, păstrătoare a rânduielilor strămoșești, o nouă biserică ruptă din cea dintâi, numită Biserica unită cu Roma sau greco-catolică, stând sub stăpânirea Papei.

### Schitul din Poiana Mânăstirii

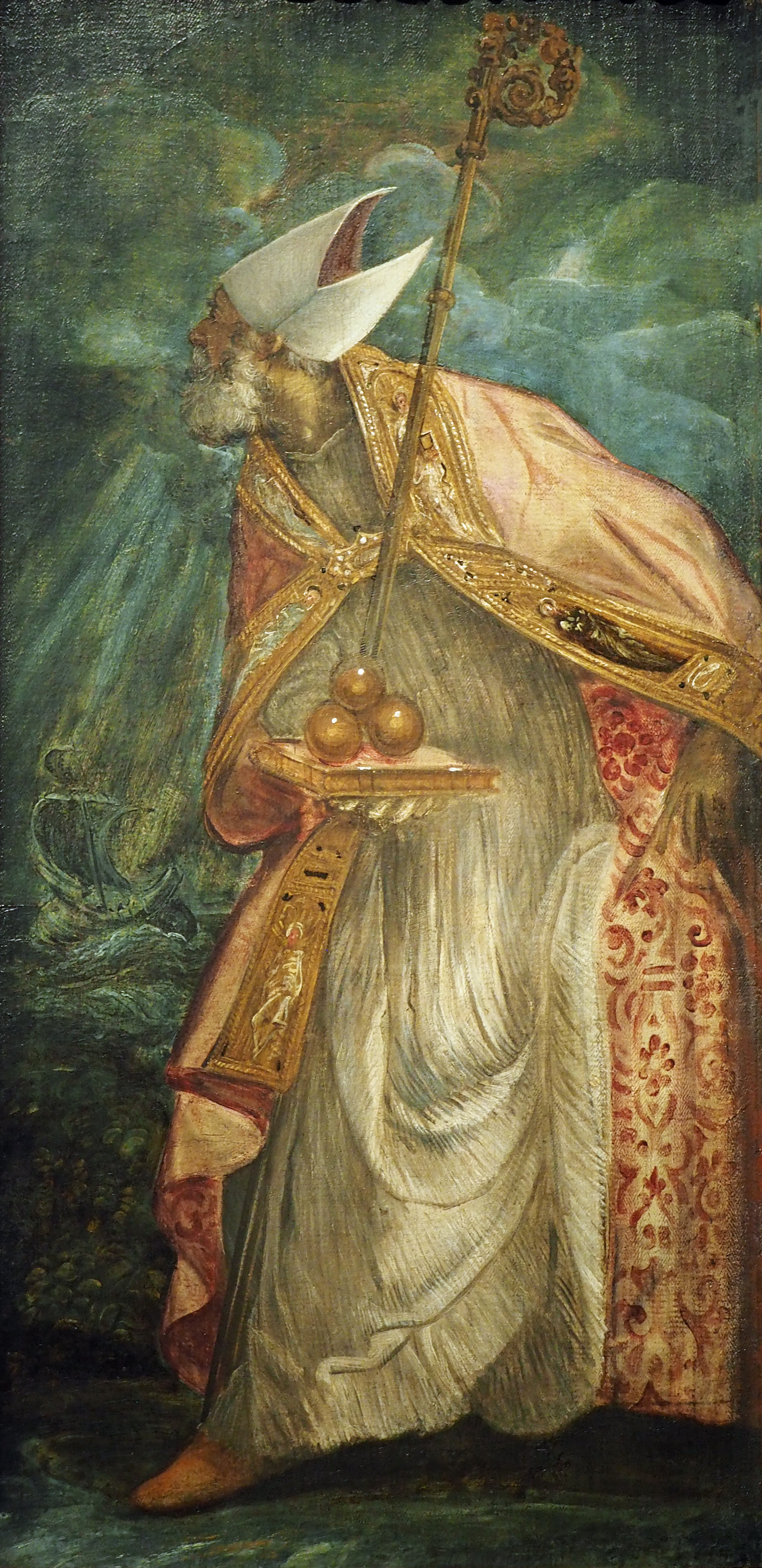
Sfântul Nicolae, pictură de Tintoretto (1518-1594), Kunsthistorisches Museum, Viena

În ceea ce ne privește,cunoaștem că odinioară pădurea Dejaniului ascundea la loc ferit,   prielnic retragerii și lucrării rugăciunii, un mic schit ortodox purtând hramul Sfântul Nicolae, despre care știm că a existat la 1719, fiind pomenit într-o însemnare făcută de către popa Ion din Iași, viitorul ieromonah Isaia Eșanul, viețuitor al acestui schit, pe foaia 38 a Evangheliei tipărite la București în 1682 și reprodusă de Valeriu Literat.
În Poiana Mânăstirii, cum este numit până astăzi locul cuprins  de curmătura dintre ,,Piscul’’ împădurit cu brazi-stavilă vântului dinspre  miazănoapte și coasta "Netoțelul", urcau până în 1761 cam 60-68 de familii din Dejani, în duminici și sărbători, spre închinare și spre ascultarea povețelor unui Isaia Ieromonah Eșanul(ale cărui însemnări se pot vedea pe marginea mai multor cărți de slujbă din Iași și din Dejani, începând de pe la 1719), sau ale unui Danil Ieromonahul, originar din Dejani, slujitori la prestolul schitului.
Incontestabil este că cei aproximativ 4 km, câți sunt între sat și schit, au fost bătuți de atâta amar de popor, mai degrabă de nevoie decât de voie, într-un fel de pribegie confesională determinată de brutalele presiuni exercitate asupra creștinilor ortodocși din Dejani de către autoritățile politico-religioase ale vremii. Probabil că refuzul de schimbare a credinței strămoșești a fost cauza acestui masiv aflux de credincioși înspre schitul ortodox din geana muntelui, ținând cont că atât în 1733, 1750, cât și în 1758 exista biserică în sat, iar conscripția lui Adolf Nikolaus von Buccow din 1761 arată că la data acestui recensământ, în Dejani era un preot ortodox cu 73 de familii de credincioși și trei preoți "uniți" fără nici un credincios.
În vara lui 1761, schitul a fost nimicit prin foc de către soldații  căpitanului cetății Făgăraș, contele Nicolae Bethlen, din ordinul generalului Buccow, fiind socotit ca și celelalte, un periculos focar de susținere a vechii credințe strămoșești. Numeroasele cărți de slujbă având prețioase însemnări pe marginea filelor, au fost salvate de flăcări și duse în mare parte în biserica din Iași, locul de baștină al ieromonahului Isaia. În același an, 1761, biserica din Dejani a fost declarată unită de către comisia aulică, deși nu exista nici un credincios unit în sat.

Localitățile Companiei a IX-a de graniță

Înființarea în 1765 a Regimentului grăniceresc al districtului Făgăraș a însemnat militarizarea a 13 sate submontane printre care și Dejaniul. Prin grănicerizare, satele au fost declarate automat unite.
Familiile care au refuzat înscrierea ca grăniceri și implicit să-și schimbe credința au fost alungate din localități(Breaza, Șinca Veche, Țînțari, Tohan, Jina, Veștem, Cugir), multe fugind în Muntenia și înlocuite apoi cu coloniști. Așa au apărut în Dejani coloniștii "uniți" din părțile Turdei.
Pe de o parte persecuțiile, pe de altă parte favorurile militare tentante, au fost puternicele stimulente pentru ca mulți să abandoneze ortodoxia și să îmbrățișeze uniația(greco-catolicismul). Satul era compus acum din boieri, iobagi, libertini și coloniști turdeni.
Cert este că în cele din urmă, tunurile generalului Buccow, armonizate cu persecuția economico-confesională austriacă, cu șantajul violent practicat de către autoritățile grănicerești, cu aducerea coloniștilor uniți din zona Turdei, cu apostazia diplomatică și oportunismul materialist  al unei părți a clerului ortodox care a  trecut la uniație din dorința de a avea și el "privileghiomurile popilor papistășești", scutiri de dări și titluri nobiliare, trădându-și astfel și credința și credincioșii, i-au "convins" pe dejenari să-și lase vrând-nevrând venerabila lege ortodoxă și să primească unirea cu Roma, devenind greco-catolici. După mai bine de un veac de frământări, în perioada de după 1761 și până în 1803 toți ortodocșii din Dejani îmbrățișează  uniația, satul devenind dintr-unul pur ortodox, unul compact greco-catolic.
Dar cum nebănuite sunt căile Domnului, iar roata istoriei se întoarce, strivindu-i nu o dată pe oameni sub vremi, în 1948, în urma unui proces similar celui din sec.al XVIII-lea, dar orientat în sens invers, restaurator(!!!) și al cărui actor principal a fost de astă dată proaspăta putere bolșevică instalată la cârma României după cel de-al II-lea război mondial, satul revine în bloc, fără prea mari convulsii, la vechea credință ortodoxă pe care o abandonase silit la sfîrșitul secolului al XVIII-lea, credință în care stăruie până azi în chip conștient și cu așezată înțelepciune.
Pe locul  vechiului schit din Poiană, în anii care au urmat căderii regimului comunist, a fost înălțată o frumoasă și importantă mânăstire purtând hramul ,,Acoperământul Maicii Domnului” păstorită fiind de către vrednicul și smeritul ieromonah Gherontie, reînnodându-se în felul acesta firul vechii tradiții mânăstirești a Dejanilor, întrerupt brutal la 1761.

### Biserica din cimitir
Cu siguranță că într-un sat atât de vechi, atestat documentar încă din 1452 și legat de numele unei așa de importante familii boierești ca cea a Mailateștilor, n-a lipsit niciodată un locaș de închinare și nici preoții slujitori. Menționări în documentele vremii s-au găsit în:
- Conscripțiile din:
  - 1721 - 1722 sunt consemnați doi preoți, două familii de boieri, 36 de iobagi, 6 de zilieri și 6 văduve de iobagi.
  - 1726 e consemnată existența a 3 preoți, Ioan, Mihaiu și Ioan senior și 19 familii ce  plecaseră de vreo 5-6 ani din cauza dărilor apăsătoare pentru întreținerea armatei.
  - 1733 a episcopului unit Inocențiu Micu Klein, indică existența unei biserici în Dejani, a doi preoți și a 72 de familii .

- Pe pagina 24 a unui Antologhion, pierdut astăzi, tipărit la Rîmnic în 1752, Valeriu Literat a identificat o însemnare a preoților Mihaiu și Radu din 1758 ce menționau: "...această sfântă carte care se cheamă Meneiu este cumpărat de Ilie al lui Ion Voinii împreună cu frate-său Ion și e dat de pomeană la sfânta beserecă în satu Dejani(…)"[13]. Deci și în 1758 exista biserică în sat.

- Recensământul lui Buccow din 1761, notează existența unui preot ortodox cu 73 de familii de credincioși și a 3 preoți uniți fără nici un credincios[14]. Cu toate acestea biserica este declarată unită în același an, de către comisia aulică[15].

- O însemnare pe un Octoih, Blaj, 1770, arată că acesta este donat în 12 septembrie 1771 de către vicarul unit Iacov Aron bisericii unite din Dejani.

- În altă însemnare din 1784 pe un Penticostar, Blaj, 1768 este pomenită din nou biserica. Însemnarea aparține lui C-tin Ivanovici protopopul unit al Făgărașului, venit în "vizitație" la Dejani.

Această veche biserică pomenită în mai multe rânduri se pare că a fost așezată în cimitirul numit ,,Coconu”, aflat și astăzi pe strada Mică și deservită de către preoții:
- Ion, Mihai și Ioan senior(pe la 1726 și 1733).
- Ion Vlad, Mihai Vlad, Radu Machiș(pe la 1758). Este posibil ca aceștia să fie cei 3 preoți uniți pomeniți de conscripția din 1761 și Petru Foca.

Biserica fost dărâmată în 1817.

### Biserica de lemn de lângă școală
Biserica a  fost  ridicată în anul 1817 în curtea actualei școli și purta hramul "Bunavestire". Era construită  în  totalitate  din lemn având exteriorul acoperit cu tencuială văruită, un scund turn-clopotniță înălțat deasupra pridvorului deschis și sprijinit pe  stâlpi din lemn, absida exterioară a altarului fiind  încinsă cu o minunată cingătoare iconografică, de  stilistică brâncovenească, înfățișând chipurile sfinților Ilie, în carul de foc, Gheorghe, ucigând balaurul, Nicolae, arhanghelii Mihail și Gavril, dar și chipul Maicii Domnului.
Biserica a fost sfințită de către episcopul unit Ioan Lemeni la 16 mai 1848, conform adeverinței tipărite și întregite cu mâna, prinse la acea vreme cu ceară roșie pe pereții bisericii.
În curtea bisericii a funcționat o școală confesională edificată în 1872, în locul căreia s-a ridicat o alta în 1910. În același loc funcționează și școala de astăzi.
Biserica a fost desfăcută în preajma lui 1907, bârnele ei folosindu-se la construcția unei case pe care "n-a prea folosit-o nimeni".

### Biserica mare de zid din drum(actuală)
Între anii 1905 și 1907 în vremea păstoriri preotului greco-catolic Nicolae Receanu, cu mari eforturi, s-a ridicat actuala biserică, construită în stil de navă, cu ziduri viguroase din cărămidă, împărțită în pronaos, naos(despărțite prin zid) și altar(despărțit de naos prin tâmplă de zid), iar la miazănoapte lipit de corp un turn cu ceas având la bază un strâmt exonartex cu tavan boltit, pe pereții laterali ai căruia sunt zugrăviți apostolii Petru și Pavel. Biserica, impunătoare ca înfățișare, a fost ridicată sub supravegherea meșterului Naghi Ștefan din Racoșul de Jos, mâna de lucru și procurarea materialelor de construcție aparținând credincioșilor.
A primit hramul  ,,Sfântul Nicolae” și a fost sfințită la 6 decembrie 1907.  Este așezată la mijlocul stăzii principale a Dejaniului, primind astfel și prin poziție locul firesc pe care trebuie să-l ocupe biserica în cadrul comunității sătești.

#### Ceasul german și clopotele din turn
În anul 1908, românii originari din Dejani și stabiliți în Statele Unite ale Americii, au înzestrat biserica cu un ceas de turn de fabricație germană marca Rudolf Thondel, fiind și astăzi în stare de perfectă funcționare.
Primele clopote au provenit de la schitul din Poiană și au răsunat peste sat până în 1917 ,când administrația austro-ungară a confiscat clopotul cel mare, lăsându-l doar pe cel mic. În anul 1920, cu 20.000 de lei adunați din sat, s-a adus un clopot nou din București, returnat apoi în 1957 la Sibiu, în vremea preotului Dionisie Turcu. La 12 februarie 1965 a fost instalat în turnul bisericii  un clopot în greutate de 454 kg ale cărui costuri au fost suportate de către frații Vasile și Nicolae Mailat, fii ai satului, stabiliți în SUA.

#### Pictura
Între 1965 - 1966 cu banii credincioșilor din Dejani, ai celor din SUA și cu ajutorul Arhiepiscopiei Sibiu, s-a pictat interiorul bisericii sub conducerea pictorului bucureștean C-tin Șelariu, lucrare efectuată în timpul păstoririi preotului Atanasie Botu.

#### Lucrări de reparație și întreținere
La 30 august 1936, în timpul păstoririi preotului Tiberiu Turdean , fiu al satului, s-au încheiat lucrările de zugrăvire a bisericii, lucrări efectuate de către Gh.Bumbar ajutat de o echipă formată din Pareco Ștefan, P.Drăgușan  și  P. Dejenar.
În anul 1982, în vremea păstoririi preotului Marian Burlan s-au remediat avarii survenite la acoperișul bisericii și s-a acoperit turnul cu tablă zincată, iar în 1984 s-a rezugrăvit exteriorul.
Tot în timpul păstoririi aceluiași preot s-a ridicat și gardul de ciment care închide în partea dinspre apus Grădina Căpitanului, o parte din aceasta fiind folosită ca cimitir, aflat pe stânga la intrarea în sat. În timpul interimatului de trei ani 1991 - 1994 asigurat de preotul Ioan Ciocan s-a instalat un nou paratrăznet, iar pe când păstorea preotul Marcel Feireis s-a instalat o nouă cruce în vîrful turnului.
Cu toate acestea, la venirea actualului preot Valentin Funieru, atât acoperișul cât și exteriorul bisericii se găseau într-o stare de îngrijorătoare deteriorare, ploaia și umezeala mucezind și erodând exteriorul turnului, soclul și totodată spălând pe o mare suprafață fațada bisericii. Țigla veche și degradată, cedând în fața ploii, lăsa deseori apa să pătrundă  până la frescă, afectând în felul acesta pictura.
Datorită acestor considerente s-au impus ample operații de refacere a ansamblului exterior al bisericii, atât a acoperișului cât și a fațadei.
Lucrările s-au efectuat în mai multe etape, începând cu înlocuirea totală a acoperișului, atât cel de pe corpul bisericii cât și cel de pe turn, cu altul mai trainic din tablă de aluminiu, prelungindu-se elegant printr-o streașină largă, menită să înfrumusețeze dar și să apere zidurile de mânia vremii aspre, specifice acestor locuri. Acoperisul a fost lucrat cu măiestrie de o ceată de meșteri bucovineni conduși de către Viorel Blănar, în vara anului 2006.  Costurile au fost  suportate de către credincioșii din Dejani, ajutați și de cei aflați peste hotare, neimpunându-se nici o taxă, ci fiecare contribuind pe măsura credinței și a  posibilităților bănești.
Costul acoperișului turnului cu ceas a fost suportat exclusiv de către tânărul profesor Marian Receanu, fiu al satului, aflat actualmente în Statele Unite ale Americii.
În același an, în toamnă, tot sub conducerea preotului Valentin Funieru s-a finalizat repararea zidului exterior, a soclului și zugrăvirea bisericii în vopsea lavabilă de exterior, prin implicarea exclusivă a Consiliului Jud.Brașov condus de Aristotel Căncescu, la insistența primarului comunei Recea, subinginer Gheorghe Lazea. A fost înlocuită total instalația electrică.  S-au reparat podurile turnului și ceasul. S-a înzestrat biserica cu cărți de slujbă, sfânta Evanghelie, un set de sfinte vase, o cădelniță nouă, un rând de veșminte, sfeșnice sculptate, candele, icoane, un analog rotativ pentru strana cântăreților. S-au achiziționat două sobe, un radiator cu halogen, un aspirator și s-a acoperit podeaua cu mochetă.
Astfel , la 100 de ani de la edificare, biserica cea mare din drum a îmbrăcat straie noi, de praznic, revenind la viață prin mila Domnului și râvna iubitorilor de sfântă frumusețe, strălucind ziua în lumina amiezei, iar noaptea, revelându-se luminată feeric de două puternice proiectoare care-o fac vizibilă din depărtare.

## Școala
A luat naștere după modelul comunelor grănicerești, funcționând la început într-o casă particulară până în 1873 când s-a edificat un  local propriu din lemn și acoperit cu țiglă. A avut caracter confesional. În 1910, în intenția de a maghiariza  școala,  oficiul pretorial din Făgăraș, interzice prin lege a se mai ține cursuri  aici, declarând localul necorespunzător.Cu toate acestea la 1 septembrie 1910  s-a ridicat o nouă școală, tot confesională, prin hotărîrea senatului școlar la cererea preotului Nicolae Recean și a dascălului Gheorghe Turdean.
În 2006 atât Școala cât și grădinița au fost modernizate prin grija invatatoarei pensionare Receanu Maria.

## Casa parohială
Casa parohială a fost cumpărată în timpul păstoririi preotului Vasile Bîrsan (1971-1975) cu bani adunați din sat și este prima casă  pe partea stângă la intrarea în sat. Până la instalarea actualului preot în februarie 2001 s-au efectuat desigur lucrări de întreținere după posibilități, satul fiind mic și cu puține resurse financiare, s-au pus coame la acoperiș, s-au montat scocuri la streșini, s-au schimbat ruletele de la ferestre, s-a curățit fântâna.
Totuși au fost și lungi perioade când casa nu a fost locuită.  La începutul lui 2001, aceasta avea două camere ,o bucătărie, o cămară, două sobe aproape inutilizabile, o fântână în curte, o magazie împărțită în două si una fiind folosită ca garaj. Fațada era marcată de trecerea timpului iar între tencuială și zidul de cărămidă se instalase igrasia. Așadar erau necesare lucrări importante de îmbunătățire și reparație a casei parohiale.
Încă din 2001 a fost introdusă apa în casă, s-au construit decantorul și canalizarea, s-a amenajat o baie cu dotările necesare, o cămară, s-a introdus apa în bucătărie, s-au construit trei sobe de teracotă noi, s-a pus faianță în baie și bucătărie, s-a zugrăvit interiorul. A fost reparat gardul curții.
În vara anului 2005 întreaga fațadă a fost refăcută, zidul lateral reparat, poarta vopsită, astfel că astăzi casa are o înfățișare cu totul nouă, ca și biserica.

## Mănăstirea Dejani
În anul 1992, pe vechea asezare - Poiana Manastirii - s-a început construirea noii Mănăstiri Dejani cu Hramul "Acoperamantul Maicii Domnului"